# 가토 다카아키 내각
가토 다카아키 내각(加藤高明内閣)은 귀족원 의원, 헌정회 총재 가토 다카아키가 제24대 내각총리대신으로 임명되어, 1924년 6월 11일부터 1926년 1월 30일까지 존재한 일본의 내각이다.

## 재직 기간
- 1924년(다이쇼 13년) 6월 11일 ~ 1926년(다이쇼 15년) 1월 30일
- 재직 일수 : 599일